# Stefano Lucidi
Stefano Lucidi (Spoleto, 20 giugno 1969) è un politico italiano.

## Biografia

### Elezione a senatore
Alle elezioni politiche del 2013 viene candidato al Senato della Repubblica, tra le liste del Movimento 5 Stelle come capolista nella circoscrizione Umbria, venendo eletto senatore nella XVII legislatura della Repubblica .
Alle elezioni politiche del 2018 viene rieletto senatore. Dall'11 settembre 2018 è tesoriere del Movimento 5 Stelle al Senato.
Il 12 dicembre 2019, dopo aver espresso il proprio dissenso sulla posizione del Movimento in merito al MES e aver votato contro la risoluzione di maggioranza, aderisce alla Lega, pur avendo espresso in passato qualche polemica, insieme ai colleghi di partito Ugo Grassi e Francesco Urraro.